# Polycyrtus perditor
Polycyrtus perditor là một loài tò vò trong họ Ichneumonidae.